# جوزيف بيير أوكتاف غيبولت
جوزيف بيير أوكتاف غيبولت هو سياسي كندي، ولد في 3 سبتمبر 1870 في كيبك في كندا، وتوفي في 27 سبتمبر 1924. نشط حزبياً في حزب كندا المحافظ. وقد انتخب عضو مجلس العموم الكندي.